# NGC 2587
NGC 2587 is een open sterrenhoop in het sterrenbeeld Achtersteven. Het hemelobject werd op 22 januari 1835 ontdekt door de Britse astronoom John Herschel.

## Synoniemen
- OCL 706
- ESO 431-SC7